# Gerhardshofen
Gerhardshofen è un comune tedesco di 2 526 abitanti, situato nel land della Baviera.